# Lenguas tsogo
Las lenguas tsogo o lenguas okani son una división de las lenguas bantúes codificada como grupo B.30 en la clasificación de Guthrie. Según Nurse & Philippson (2003), estas lenguas forman una unidad filogenética válida que incluye:
Tsogo (Getsogo), Himba (Simba), Pinzi, Vove, Kande
Nurse y Philippson incluyen también el myene (B.10), de acuerdo con Piron (1997), quién unifica en una rama el tsogo y el myene. Maho añadió el viya (eviya) y el bongwe.

## Comparación léxica
Los numerales en diferentes lenguas tsogo son:
| GLOSA | Tsogo     | Kande   | Myene    | Pinzi (Pinji) | PROTO- TSOGO |
| ----- | --------- | ------- | -------- | ------------- | ------------ |
| '1'   | -vɔ / -pɔ | moti    | mɔ̀ɾì     | pɔ́kɔ̀ / mɔ̀tsì  | *-wo / *moti |
| '2'   | -ba       | -bali   | mbànì    | bàlè          | *-bali       |
| '3'   | -tato     | -lato   | ʧáɾó     | tàtó          | *-tʰato      |
| '4'   | -nai      | -na     | náyì     | nàyì          | *-nai        |
| '5'   | -tai      | -o-ta   | òtání    | tànɛ̀          | *-tani       |
| '6'   | mo-toba   | mo-toba | òɾówá    | mòtòbà        | *mo-toba     |
| '7'   | ʦambwe    | napo    | 6 + 1    | nàpɔ́          | *ʦambwi      |
| '8'   | ɣe-nana   | ɣe-nana | è-nánáyì | ɣènânà        | *ɣe-nana     |
| '9'   | 5 + 4     | 5 + 4   | 10 - 1   | bùkà          | *buka        |
| '10'  | nzima     | ʤema    | ìɣómí    | ndzìmà        | *n-ʣima      |